# Merton Miller
Pour les articles homonymes, voir Miller.
Merton Miller, né le 16 mai 1923 à Boston et mort le 3 juin 2000 à Chicago, est un économiste américain. Il est co-récipiendaire (avec William Sharpe et Harry Markowitz) du Prix de la Banque de Suède de 1990, et est un ardent défenseur des marchés financiers. 

## Biographie
Merton Miller entre à Harvard en 1940, comme son père avant lui, et est obtient son Bachelor of Arts "Magna cum Laude" (avec les félicitations) en 1943. Il s'intéresse cependant plus à l'économie qu'au droit, et travaille pendant la guerre au département recherche du US Treasury Department, puis à la division Recherche et Stastistiques du Conseil des Gouverneurs du système de réserve fédéral américain. Il reprend ses études en Graduate School à l'université John Opkins de Baltimore où il obtient son doctorat en 1952. 
Il commence sa carrière comme assistant à la London School of Economics (1952-1953), puis enseigne à l'institut de technologie Carnegie (devenu depuis Carnegie-Mellon University), où il travaille avec Herbert Simon et Franco Modigliani. En 1961, il quitte Carnegie pour l'université de Chicago où il devient un chercheur éminent en finance d'entreprise. Au début des années 1980, il devient administrateur du Chicago Board of Trade (puis, plus tard, du Chicago Mercantile Exchange) et fait évoluer ses thématiques de recherche vers les marchés financiers, en particulier les marchés dérivés. 

## Travaux scientifiques
Merton Miller et l'économiste italo-américain Franco Modigliani ont jeté les bases de la finance d'entreprise moderne en publiant dans l'American Economic Review de juin 1958 un article intitulé The Cost of Capital, Corporation Finance and the Theory of Investment. Ils y affirment que, dans un marché dépourvu d'impôts et de coûts de transaction, la valeur d'une entreprise dépend uniquement de la rentabilité de son actif économique et est indépendante de la façon dont cet actif économique est financé. En effet, même si le coût financier de l'endettement est en principe inférieur au coût des capitaux propres, augmenter l'endettement a pour effet d'accroître l'effet de levier et donc le risque pour les actionnaires, qui en conséquence exigent un coût du capital plus important. Cet article révolutionnait la finance d'entreprise en démontrant l'inutilité de rechercher une structure financière optimale.  
En 1963, ils adaptent ce théorème par l'intégration de la notion de la fiscalité des entreprises. Dans ce cadre, ils démontrent que la valeur de l'actif économique de l'entreprise endettée est égale à la valeur de l'actif économique d'une entreprise non endettée majorée de la valeur actuelle de l'économie d'impôt liée à la déductibilité fiscale des intérêts de la dette. 
En 1977, Miller seul publie un nouvel article qui intègre cette fois-ci dans le raisonnement, non seulement la notion de fiscalité des entreprises, mais aussi la fiscalité des particuliers investisseurs. Dans cette optique, l'économiste montre que la prise en compte de ces deux fiscalités permet de démontrer les mêmes conclusions que celles produites en 1958, à savoir que la manière de financer un actif économique par endettement ou capitaux propres n'a pas d'influence sur la valeur de cet actif économique.